# 明尼瓦瓦 (明尼蘇達州)
明尼瓦瓦（英語：Minnewawa）是位於美國明尼蘇達州艾特金縣沙姆羅克鎮區的一個非建制地區。

## 地理
明尼瓦瓦所處的海拔為高於海平面380米（即1247英呎），而該地所採用的時區為UTC-6，即北美中部時區（CST）。同時該地設有夏令時間，為UTC-6調快一小時，即UTC-5（CDT）。